# Mézerville
Mézerville ist eine französische Gemeinde mit 97 Einwohnern (Stand: 1. Januar 2022) im Département Aude in der Region Okzitanien (vor 2016 Languedoc-Roussillon). Die Gemeinde gehört zum Arrondissement Carcassonne und zum Kanton La Piège au Razès. Die Einwohner werden Mézervillais genannt.

## Lage
Mézerville liegt etwa 37 Kilometer westnordwestlich von Carcassonne. Umgeben wird Mézerville von den Nachbargemeinden Sainte-Camelle im Norden und Nordosten, Peyrefitte-sur-l’Hers im Osten und Südosten, Saint-Sernin im Südosten und Süden, Belpech im Südwesten, Molandier im Westen sowie La Louvière-Lauragais im Nordwesten.

## Bevölkerungsentwicklung
| Jahr                       | 1962 | 1968 | 1975 | 1982 | 1990 | 1999 | 2006 | 2019 |
| Einwohner                  | 101  | 87   | 84   | 87   | 70   | 81   | 100  | 97   |
| Quellen: Cassini und INSEE |      |      |      |      |      |      |      |      |

## Sehenswürdigkeiten
- Kirche Saint-Étienne
- Schloss Mézerville aus dem 15. Jahrhundert, Monument historique

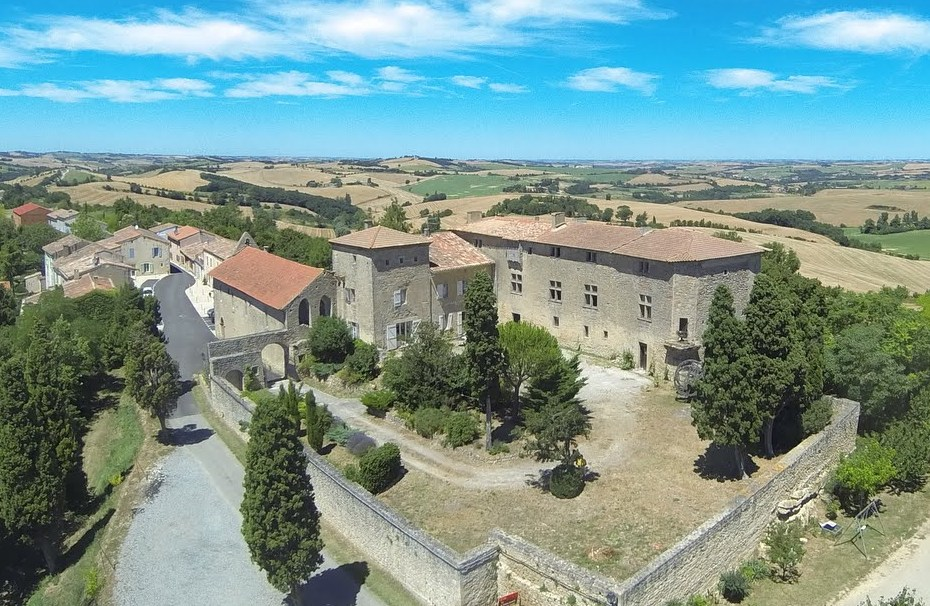
Schloss Mézerville